# Franco Mosino
Franco Mosino (Reggio Calabria, 3 novembre 1932 – Reggio Calabria, 15 luglio 2015) è stato un filologo, grecista e intellettuale italiano.

## Biografia
Franco Mosino nacque in una famiglia di origini nobili (il padre Saverio era un funzionario prefettizio, mentre la madre Rosalinda Auteri era una nobildonna). Fin dall'infanzia ebbe una particolare propensione per gli studi. A dieci anni aveva già imparato da autodidatta il greco e il latino.
Rimasto orfano di padre nel 1941, vinse un posto di convittore presso il Convitto Nazionale “Tommaso Campanella” di Reggio Calabria, dove si diplomò nel 1950. Iscrittosi alla Facoltà di Lettere e Filosofia dell'Università di Messina, conseguì la laurea con lode, discutendo una tesi monografica sull'Auriga di Delfi, avendo come relatori l'archeologo Giulio Iacopi e correlatore il grecista Aristide Colonna. Professore di latino e greco nei Licei Classici, insegnò dal 1955 al 1990. Nel 1957, dopo i primi anni di insegnamento come professore nel Liceo Classico “Tommaso Campanella”, vinse il concorso di Preside presso lo stesso istituto. Abbandonò la carica dopo un anno, sostenendo che tale mansione sottraeva tempo utile da dedicare a studenti e studi privati. Cofondatore della rivista Klearchos edita dall'associazione “Amici del Museo Nazionale di Reggio Calabria”, diretta dall'archeologo Alfonso De Franciscis.
Un deterioramento della salute, che lo porterà a divenire ipovedente, lo portò nel 2003 alla decisione di donare la propria Biblioteca personale, formata da diecimila volumi, al Circolo “Apodiafazzi” del Comune di Bova, centro aspromontano cuore della Bovesia, l'area ellenofona dal reggino, dove oggi ha sede la Biblioteca “Franco Mosino – Filelleno” presso il Museo della Lingua Calabrogreca “Gerhard Rohlfs”.
Franco Mosino morì il 15 luglio del 2015.

## Studi
Franco Mosino fu autore di numerosi saggi e innumerevoli articoli scientifici di carattere storico filologico. Appassionato di giornalismo, promosse l'istituzione di numerosi periodici locali e partecipò attivamente alle pagine culturali delle principali testate calabresi e meridionali. Contribuì a fondare o sostenne collaborando alla stesura di numerose testate, tra cui: “Klearchos”, “L'Eco di Mosorrofa”, “La Ionica”, “Calabria Turismo”, “Calabria Sconosciuta”, “Calavria”, “Il Campanello”, “L’Avvenire di Calabria”, “La Chiesa nel Tempo”, “Belfagor”.  I suoi studi e il suo operato per la tutela e valorizzazione della lingua ellenofona di Calabria, tramite la promozione del passaggio dalla tradizione orale a quella scritta del grecanico condotta assieme dal latinista Domenico Minuto, gli valsero l'appellativo di “Filelleno” tra le comunità grecofone dell'Aspromonte. Fra le altre cose elaborò una teoria sui fuochi di Caronia, fenomeni di autocombustione localizzati nell'omonimo comune del messinese, documentando l'origine degli stessi già in epoca magnogreca tramite ricerca filologica.
Notevole la sua traduzione dal latino all'italiano del “De Rebus Rhegini”, monografia seicentesca sulla storia di Reggio Calabria scritta dall'arcidiacono Giannangelo Spagnolio. Altrettanto importante la sua traduzione dal greco in italiano del corpus di epigrammi greci raccolti nel 1955 dal filologo tedesco Werner Peek, pubblicati nel 2006 col titolo di “Letteratura greca dei semicolti, documentazione epigrafica dal VI a.C. al VI d.C.”.

### Collaborazioni
Fu deputato della Deputazione di Storia Patria della Calabria, socio del Sodalizio Glottologico Milanese all'Università Statale di Milano, socio benemerito della “Associazione Nazionale Interessi del Mezzogiorni d’Italia” fondata dal senatore Umberto Zanotti Bianco, membro onorario del Circolo Calcidese di Reggio, presidente onorario del Circolo “Apodiafazzi” di Bova e socio onorario dell'Associazione “Famiglia Ventura”.
Collaborò col glottologo tedesco Gerhard Rohlfs e sostenne gli studi e le ricerche dell'antropologo Domenico Raso, scopritore dei megaliti di Nardo di Pace e teorico delle proto lingue mondiali.

### Questione omerica:L'Odissea scritta a Reggio
Franco Mosino, mentre tra il vecchio e il nuovo millennio lavorava alla traduzione degli epigrammi raccolti dal filologo berlinese Werner Peek, notò degli acrostici ricorrenti nella letteratura semicolta magnogreca, decodificando un modello che successivamente applicato all'Iliade e all'Odissea portò all'individuazione di ben cinque scritture verticali lì inserite.
La scoperta di una firma codificata in acrostici nel primo canto dell'Odissea, portò alla scoperta della firma dell'autore di tale poema, il quale era noto o si faceva chiamare "Appa", lessema impiegabile sia come pseudonimo sia come titolo onorifico. Da qui incominciarono gli studi a sostegno della tesi del Mosino che vede in “Appa”, presumibile un aedo calcidese, giunto sulla riva calabrese dello Stretto insieme agli ecisti fondatori della nuova colonia magnogreca, che compose l'Odissea per celebrare la costituzione di Reggio.
Franco Mosino ritenne così di avere apportato un importante contributo filologico alla cosiddetta "questione omerica", comunicando la scoperta ad istituzioni sia nazionali che internazionali. Le sue teorie ebbero poi un seguito esiguo anche a causa delle sempre più precarie condizioni di salute, che portò l'intellettuale reggino ad un lento e graduale isolamento dal dibattito culturale calabrese, eccezion fatta per le iniziative di alcune organizzazioni in cui il filologo era stimato e tenuto in altissima considerazione.
A supporto della tesi delle origini reggino calcidesi dell'Odissea sono inoltre le fonti antiche, che indicano in Teagene di Reggio il primo filologo occidentale, critico ed esegeta proprio dei poemi cosiddetti omerici.

## Onorificenze
- Cavaliere dell’Ordine al Merito della Repubblica nel 2007.
- Cittadino onorario di Bova nel 2005.
- Medaglia d'oro come grecista del Comune di Sant’Alessio in Aspromonte nel 2008[senza fonte]